# ロホン・ジリアニ
ロホン・ジリアニ（Laurent Ziliani）はフランス出身の作曲家である。映画、TV番組、ビデオゲームなどの音楽を中心に手掛けており、代表作の一つに『バイオハザード6』がある。
カンヌに生まれ、パリテク国立高等工芸学校およびバークリー音楽大学を卒業。作曲活動のパートナーであるペアーアップメディアのトーマス・パリッシュと共に、彼は株式会社カプコンのバイオハザード6に、90分以上に亘るオリジナル楽曲を作曲・提供した。ロホンとトーマスのチームは、TF1のミニシリーズ「ドク・マーティン」にも楽曲を提供している.。また、彼らは2012年にユニバーサル・プロダクション・ミュージックからアルバム「グローバル・ミニマリズム」をリリースしている。